# Hrvatska grafika (knjiga)
Hrvatska grafika, knjiga autorice Mikice Maštrović iz 2019. godine. Prvi je sustavni pregled hrvatske grafike. Donosi pregled bogate tradicije i suvremene produkcije od nastanka prvih hrvatskih grafika pa sve do danas. Na jednome je mjestu opisala grafičku umjetnost u Hrvatskoj i umjetnike grafičare i to u vremenskom razdoblju od nastanka prvih hrvatskih grafika pa sve do danas. Iza knjige je preko tri desetljeća rada, jer je hrvatska grafičarska povijest obilna i nije ju moguće u malo vremena napisati. Maštrović je zbog svog radnog mjesta mogla upoznati se s cjelokupnom hrvatskom grafikom – od knjižne grafike, grafičkih mapa, ex librisa. Sve je uspjela napisati tek kad je imala dovoljno vremena odnosno kad je otišla u mirovinu. Nitko se nije prije bavio hrvatskom grafikom da ju tako opsežno, znanstveno i stručno obradi i cjelokupnu obuhvati punih pet stoljeća hrvatske grafike. U djelu je obradila najveće hrvatske samostalne zbirke grafika, kao i najvažnije grafičke smotre, a posebno je poglavlje posvetila studiju grafike u Hrvatskoj.